# Christoph Poppen
Christoph Poppen (nacido el 9 de marzo de 1956) es un director de orquesta, violinista y profesor alemán.

## Carrera
Poppen nació en Münster. Como violinista, recibió el primer premio en el Concurso de violín de Kocian a los 14 años. Estudió violín con Kurt Schäffer en la Robert Schumann Hochschule y después con Oskar Schumsky, Nathan Milstein y Joseph Gingold. 

En 1978, Poppen fundó el Cuarteto Cherubini, ganando en 1981 el concurso internacional de cuartetos de cuerda en Evian. Fue director de la orquesta de cámara Detmolder Kammerorchester de 1989 a 1995. Después sucedió a Hans Stadlmair como director musical y artístico de la Münchener Kammerorchester. En colaboración con ECM grabó con la orquesta música contemporánea de compositores como Karl Amadeus Hartmann, Tigran Mansurian, Anton Webern, Sofia Gubaidulina, Giacinto Scelsi, Valentin Silvestrov y Barry Guy. Como violinista, grabó en el año 2000 obras de Johann Sebastian Bach con el Hilliard Ensemble. El título Morimur (Moriremos) representa una yuxtaposición de la Partita para violín n. ° 2 de Bach, que está relacionada con la Pascua según la estudiosa Helga Thoene, y de corales intercalados de sus Cantatas y Pasiones. La Chacona final de la Partita se interpreta dos veces, una de ellas con el coral que Bach pudo haber tenido en mente, junto con la música de violín. La grabación fue descrita como
... una de esas cosas cada vez más raras: un disco en movimiento e inteligentemente programado que es efectivo de principio a fin. 
Desde 2006, Poppen ha sido el director de la Rundfunk-Sinfonieorchester Saarbrücken, que se unió con la Rundfunkorchester Kaiserslautern, para formar lo que se denominó Deutsche Radio Philharmonie Saarbrücken Kaiserslautern en 2007. En 2007 dirigió en la Herkulessaal el estreno del Dithyramben para orquesta de Wilhelm Killmayer con la Symphonieorchester des Bayerischen Rundfunks.
Poppen fue el director artístico del Concurso Internacional de Música ARD de 2000 a 2005. También fue el director invitado principal de Hong Kong Sinfonietta a partir de 2015 y será su director musical a partir de abril de 2023 (sucediendo a Yip Wing-sie).
En 2014, Christoph Poppen fundó el Festival Internacional de Música de Marvão. Este pueblo portugués, situado en la frontera con España, tiene sólo 97 habitantes. Durante el festival de 10 días con 31 conciertos, el pueblo recibe más de 10.000 visitantes.

## Enseñanza
En 1988, Poppen fue nombrado profesor de violín y música de cámara en la Hochschule für Musik Detmold. Después enseñó en la Hochschule für Musik "Hanns Eisler" de Berlín desde 1995 y fue su director desde 1996 hasta el 2000. Posteriormente ha sido profesor de violín y música de cámara en la Hochschule für Musik und Theatre München desde 2003.
En 2012–13, Poppen enseñó en la DO School de Hamburgo como parte de un programa de becas para jóvenes emprendedores sociales. Trabajó para crear un concierto multicultural que involucrara a grupos locales de jóvenes y actualmente sigue involucrado en el programa como asesor.

## Premios
- 2002 Premio de la Fundación Christoph and Stephan Kaske, con la Münchener Kammerorchester